# جوزيف فليتشير (مؤرخ)
جوزيف فليتشير (بالإنجليزية: Joseph Fletcher)‏ هو مؤرخ أمريكي، ولد في 1934، وتوفي في 1984.